# Mughiphantes severus
Mughiphantes severus är en spindelart som först beskrevs av Thaler 1990.  Mughiphantes severus ingår i släktet Mughiphantes och familjen täckvävarspindlar.
Artens utbredningsområde är Österrike. Inga underarter finns listade i Catalogue of Life.